# 슈거 린 비어드
슈거 린 비어드(영어: Sugar Lyn Beard, 1981년 4월 1일 ~ )는 캐나다의 배우, 성우이다.